# Älmtaryd
Älmtaryd är en by i Agunnaryds socken i Småland. Här växte Ikeas grundare Ingvar Kamprad upp. "E:et" i Ikea kommer från en äldre stavning, Elmtaryd, vars förled i sin tur ursprungligen kommer av det fornsvenska ordet ælmpt/almpt som betyder "svan". I samband med stavningsreformerna i början av 1900-talet ändrades stavningen till den nuvarande.